# Three Fingers Lookout
Le Three Fingers Lookout est une tour de guet du comté de Snohomish, dans l'État de Washington, dans le nord-ouest des États-Unis. Situé à 2 089 mètres d'altitude dans les North Cascades, il est protégé au sein de la forêt nationale du mont Baker-Snoqualmie et de la Boulder River Wilderness. Il est par ailleurs inscrit au Registre national des lieux historiques depuis le 14 juillet 1987.